# Philip Davou Dung

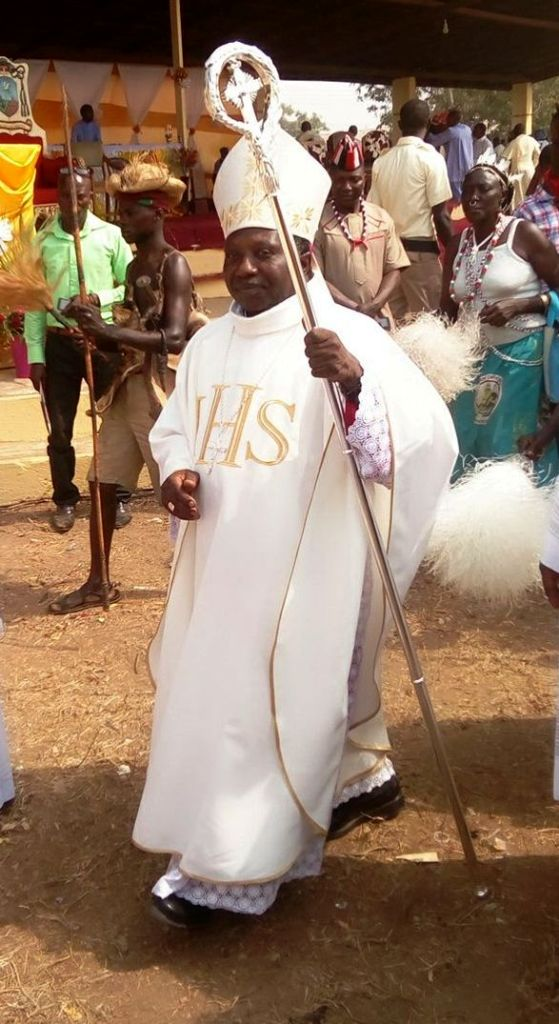
Philip Davou Dung

Philip Davou Dung (* 19. August 1958 in Kuru Station, Nigeria) ist ein nigerianischer Geistlicher und römisch-katholischer Bischof von Shendam.

## Leben
Philip Davou Dung empfing am 24. November 1984 das Sakrament der Priesterweihe für das Erzbistum Jos.
Am 5. November 2016 ernannte ihn Papst Franziskus zum Bischof von Shendam. Der Erzbischof von Jos, Ignatius Ayau Kaigama, spendete ihm am 11. Januar des folgenden Jahres die Bischofsweihe. Mitkonsekratoren waren der Erzbischof von Benin City, Augustine Obiora Akubeze, und der Bischof von Maiduguri, Oliver Dashe Doeme.